# 球都
球都（きゅうと）とは、都市を形容する通称の一つで、球技（主に野球）の盛んな都市をいう。
球都を標榜している都市は、群馬県桐生市、千葉県木更津市、福井県敦賀市、愛媛県松山市などがある。
主に歴史ある地方の中心都市で、市民レベルで野球が盛んに行われ、全国的に名をはせた高校や社会人チームなどが存する場合、自己の都市を差別化する意味で用いられている。
群馬県桐生市では、「球都桐生の歴史」という本を、地元の市民団体が編集して販売するなどしている。